# 小郷尚久
小郷 尚久（おごう なおひさ、1973年5月 - ）は、日本の薬学者。専門は、創薬化学・ケミカルバイオロジー・化合物ライブラリー。博士（薬学）（静岡県立大学・2008年）。静岡県立大学大学院薬学研究院講師・附属創薬探索センター講師・薬学部講師。
株式会社サントリー生物医学研究所研究員、株式会社第一サントリー生物医学研究所研究員、静岡県環境衛生科学研究所主査などを歴任。

## 来歴

### 生い立ち
1973年5月生まれ。1996年3月、京都薬科大学薬学部生物薬学科卒業。1999年3月、京都大学大学院薬学研究科修士課程修了。2008年3月、静岡県立大学大学院博士後期課程修了、博士（薬学）の学位を取得した。

### 研究者として
京都大学大学院修了後は、サントリー生物医学研究所に入社し、1999年4月から研究員を務めた。その後、サントリーからの会社分割により、新たに第一サントリー生物医学研究所が発足したことにともない、2003年1月より第一サントリー生物医学研究所にて研究員を務めた。なお、この第一サントリー生物医学研究所は、のちに第一サントリーファーマに吸収合併され、アスビオファーマの源流の一つとなった企業である。2004年4月、静岡県環境衛生科学研究所に転じ、技師となった。2012年4月には、静岡県環境衛生科学研究所にて、主査に昇任した。その間、2008年4月から2012年11月にかけて、母校である静岡県立大学にて創薬探索センターの客員共同研究員を兼任した。その後、静岡県立大学に転じ、大学院の薬学研究院にて講師に就任した。大学院においては、浅井章良や澤田潤一らと共に創薬探索センターでの研究に従事するとともに、薬食生命科学総合学府の講義を担当した。なお、静岡県立大学においては薬学部などの学部の講師は兼務しておらず、あくまで大学院とそこに設置された創薬探索センターでの活動が主となっている。古巣である静岡県環境衛生科学研究所においては、2012年11月より客員研究員を兼任している。

## 研究
専門は薬学。特に、創薬化学・ケミカルバイオロジー・化合物ライブラリーを中心に研究する。具体的には、分子標的治療薬としての抗癌剤の新規創出を目指し、リード探索と構造最適化研究に取り組む。また、医薬品の候補となる物質について、その作用機序の解析とバイオマーカーの探索を行う。そのほか、低分子化合物を利用した細胞内ネットワークの解析や、その人工的な制御についての研究にも従事する。石川吉伸らと執筆した論文「Structure-Guided Design of Novel l-Cysteine Derivatives as Potent KSP Inhibitors」は、アメリカ化学会の発行する『ACS Medicinal Chemistry Letters』に掲載され、かつ、同誌の表紙を飾った。これらの業績に対しては、2014年11月に日本薬学会よりメディシナルケミストリーシンポジウム優秀賞が授与された。
日本薬学会、日本ケミカルバイオロジー学会に所属。

## 略歴
- 1973年 - 誕生。
- 1996年 - 京都薬科大学薬学部卒業
- 1999年
  - 京都大学大学院薬学研究科修士課程修了
  - サントリー生物医学研究所研究員
- 2003年 - 第一サントリー生物医学研究所研究員
- 2004年 - 静岡県環境衛生科学研究所技師
- 2008年
  - 静岡県立大学大学院薬学研究科博士後期課程修了
  - 静岡県立大学創薬探索センター客員共同研究員
- 2012年
  - 静岡県環境衛生科学研究所主査
  - 静岡県立大学大学院薬学研究院講師
  - 静岡県環境衛生科学研究所客員研究員

## 賞歴
- 2014年 - メディシナルケミストリーシンポジウム優秀賞

## 著作
- 鈴木紳之ほか稿「ファルマバレープロジェクト創薬探索研究における静岡化合物ライブラリーの構築と活用について」『静岡県環境衛生科学研究所報告』53号、静岡県環境衛生科学研究所、2010年、53-57頁。ISSN 1343-246X
- 小郷尚久稿「次世代有糸分裂阻害剤――CENP-E阻害剤の創製と抗腫瘍効果」『ファルマシア』47巻2号、日本薬学会、2011年2月1日、166-167頁。
- 浅井章良・小郷尚久稿「創薬研究における点と線――ドラッグライクとドラッガブルの接点を探る」『細胞工学』32巻6号、学研メディカル秀潤社、2013年、644-648頁。ISSN 0287-3796

## 関連人物
- 浅井章良
- 澤田潤一